# Le Gouray
Le Gouray (Gallo: Le Góràè, bretonisch Gorre) ist eine Ortschaft und eine Commune déléguée in der französischen Gemeinde Le Mené mit 1.289 Einwohnern (Stand 1. Januar 2022) im Département Côtes-d’Armor in der Region Bretagne. Die Einwohner werden Gourayens/Gourayennes genannt.

## Geographie
Le Gouray liegt etwa 29 Kilometer südöstlich von Saint-Brieuc in der Osthälfte des Départements Côtes-d’Armor.

## Geschichte
Erste Siedlungsspuren wie die Allée couverte des Meurtiaux stammen aus der Jungsteinzeit. Weitere Grabungen brachten Überreste aus keltischer und gallo-römischer Zeit ans Tageslicht. 
Die Kirchgemeinde entstand im Frühmittelalter. Im Jahr 1205 wurde der Ort als Gorre in einer Kirchenurkunde erstmals namentlich erwähnt. Zudem war der Ortsteil La Motte-du-Parc im Mittelalter Sitz einer Herrschaft. Verschiedene Epidemien suchten die Gemeinde bis in die Neuzeit heim. Im 13. Jahrhundert gab es eine Leprastation in Le Gouray. Am 24. Oktober 1823 wechselte die Siedlung Saint-Mirel von Le Gouray zu Collinée. Zum gleichen Zeitpunkt wechselte die Siedlung Bransart zu Saint-Jacut-du-Mené und am 10. August 1849 trat die Gemeinde verschiedene Gebiete im Süden an die Gemeinde Saint-Jacut-du-Mené ab. Die Gemeinde gehörte von 1793 bis 1801 zum Distrikt Broons und war Hauptort des Kantons Le Gourray. Von 1801 bis 1926 war sie Teil des Arrondissements Loudéac und seither Teil des Arrondissements Dinan. Von 1801 bis 2015 war sie eine Gemeinde des Kantons Collinée.
Mit Wirkung vom 1. Januar 2016 entstand aus der Fusion aller sieben Gemeinden des Gemeindeverbandes Communauté de communes du Mené die neue Gemeinde Le Mené, zu der Le Gouray gehört. Die Gemeinde Le Gouray gehörte zum Arrondissement Dinan und zum Kanton Plénée-Jugon.

## Bevölkerungsentwicklung
Die Zahl der Bewohner nahm zwischen 1793 und 1836 leicht zu (1793–1836: +10,5 %). Danach folgte als Folge der zunehmenden Mechanisierung der Landwirtschaft eine erste Abwanderungswelle (1836–1856: −17,2 %). Bis zur Jahrhundertwende um 1900 blieb die Einwohnerschaft dann immer etwa auf gleicher Höhe. Bereits nach 1900 begann eine zweite Abwanderungswelle, die sich als Folge der zahlreichen Gefallenen und der Grippewelle von 1918 verstärkte. Die starke Landflucht hielt bis um 1980 an (1901–1982: −51,1 %). Nach der Jahrtausendwende kam es zu einem bedeutenden Wachstum (1999–2012: +34,3 %).
| Jahr                       | 1962 | 1968 | 1975 | 1982 | 1990 | 1999 | 2006 | 2013 |
| Einwohner                  | 1108 | 1068 | 988  | 932  | 944  | 939  | 1072 | 1263 |
| Quellen: Cassini und INSEE |      |      |      |      |      |      |      |      |

## Sehenswürdigkeiten
- Château de la Motte Basse (Schloss)
- Kirche Saint-Étienne (erbaut 1854)
- Kapelle Saint-Roch aus dem 12. Jahrhundert (im 17. Jahrhundert restauriert)
- Kapelle von La Motte-Basse aus dem Jahr 1759
- Kalvarienberg von La Motte-Basse
- zahlreiche Kreuze und Wegkreuze aus dem 17. und 18. Jahrhundert
- mehrere Herrenhäuser: Manoir du Vau-Raulet, Manoir de la Motte du Parc (15. Jahrhundert), Manoir des Murs (17. Jahrhundert) und Manoir de Quilloury (16. Jahrhundert)
- alte Häuser im Dorfzentrum (erbaut 1777) und Truet (erbaut 1573)
- Landgut von Le Gros-Chêne aus dem Jahr 1840
- mehrere Mühlen
- Graniten am Mont-Croquelien
- strohgedecktes Haus aus dem 18. Jahrhundert in Le Limbé
- Lavoir (ehemaliges Waschhaus) in Noë-Perghien
- Allée couverte des Meurtiaux in L’Épine
- Eisenbahnbrücke Pont de Planchettes (1924 eingeweiht)
- Denkmal für die Gefallenen[1]

Quelle:

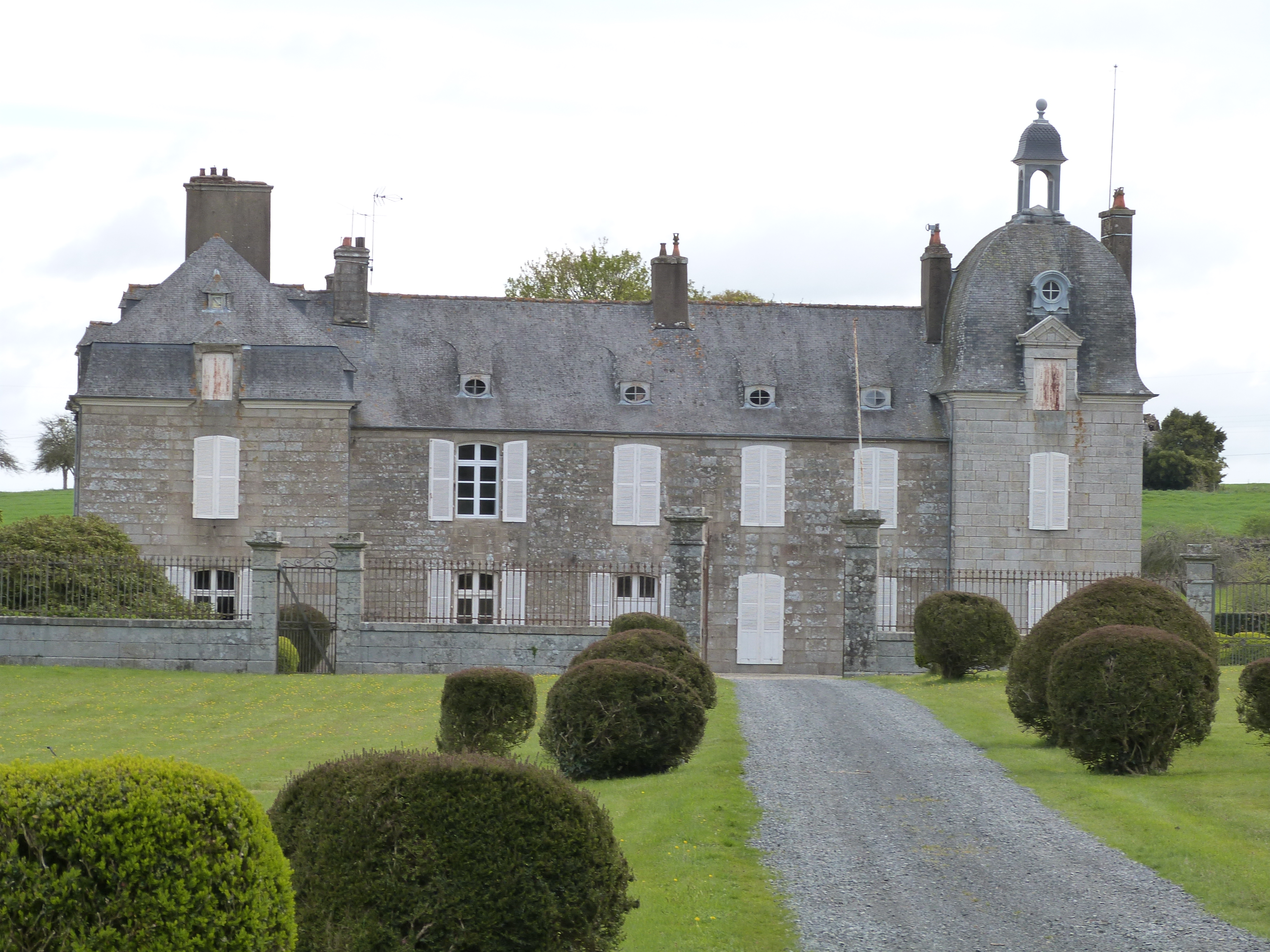
Château de la Motte Basse
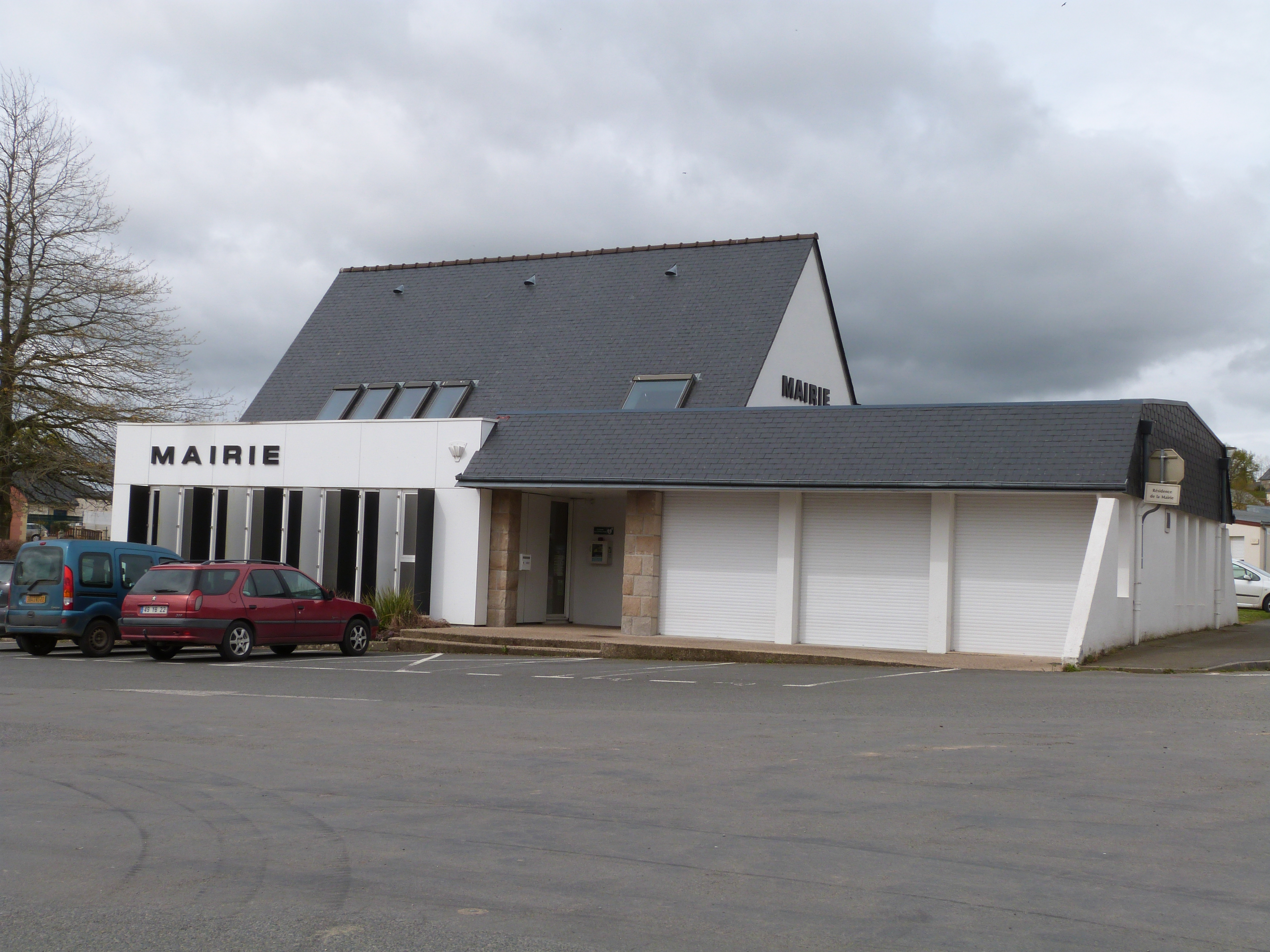
Ehemaliges Rathaus (Mairie) von Le Gouray
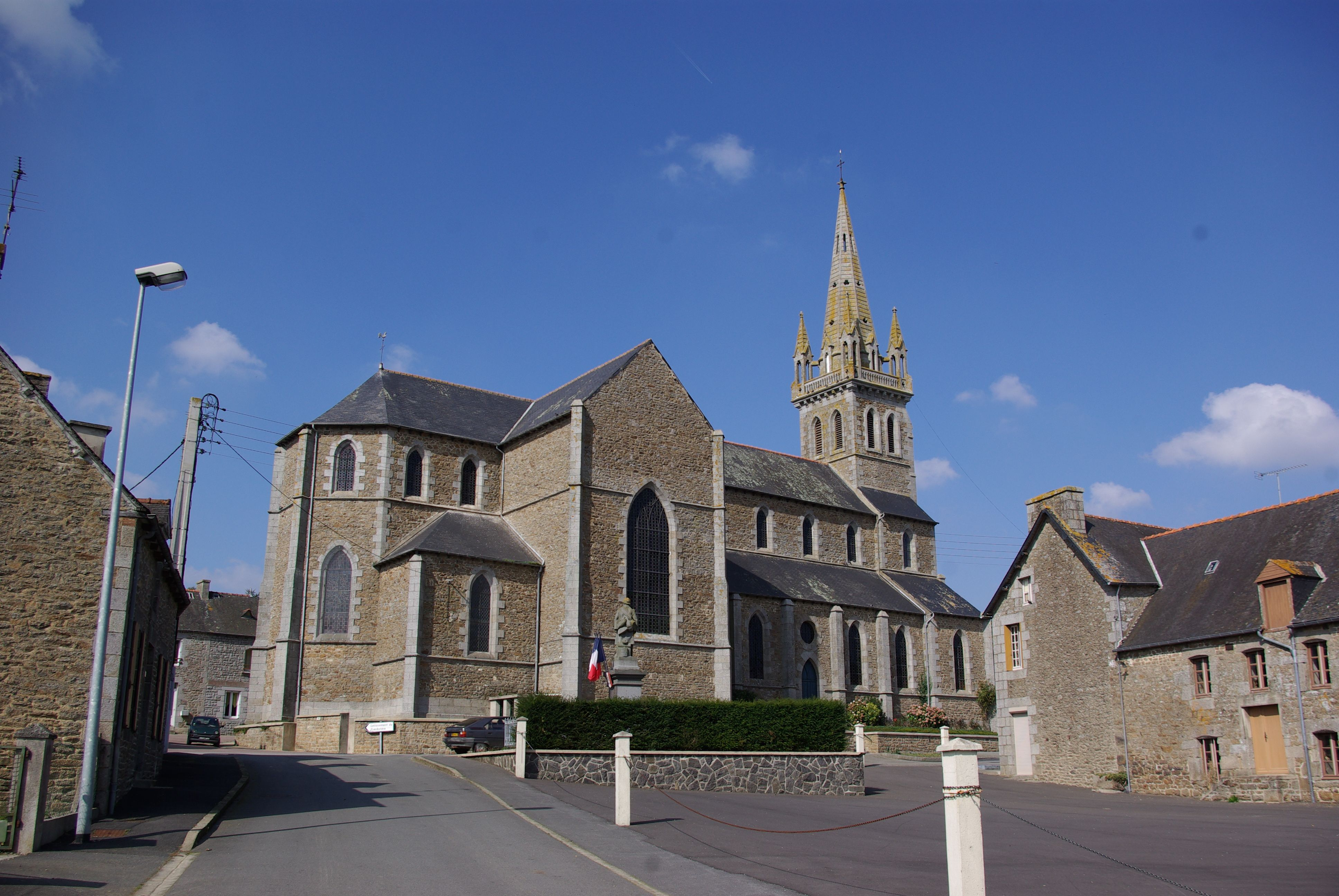
Kirche Saint-Étienne
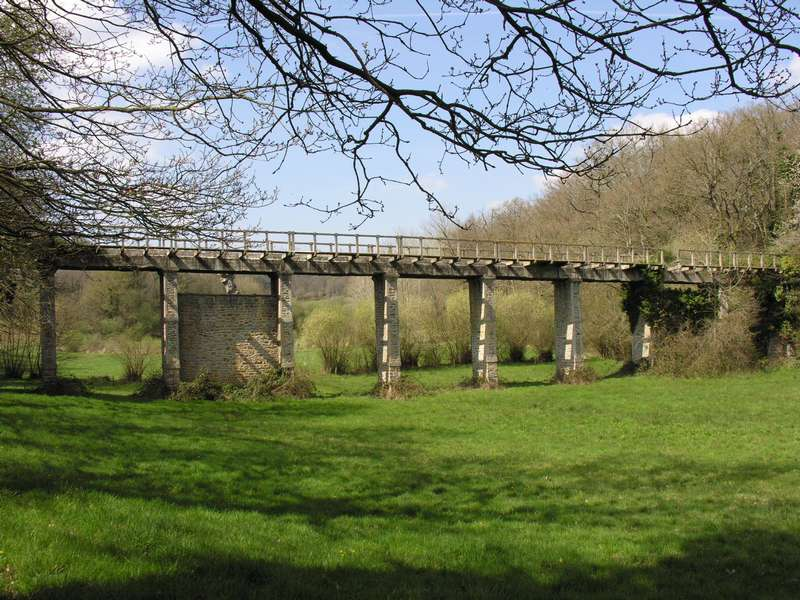
Frühere Eisenbahnbrücke
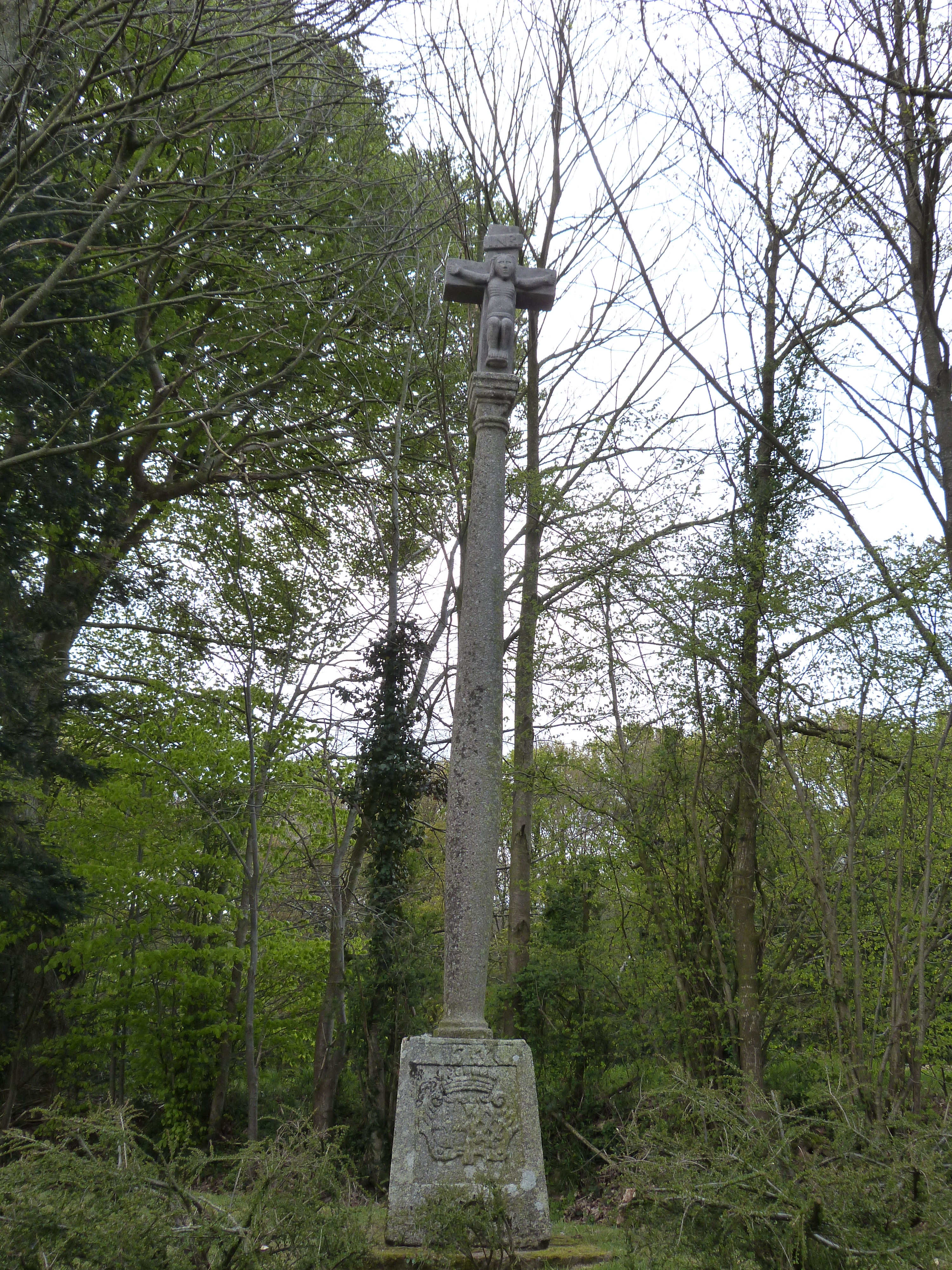
Kreuz beim Château de la Motte Basse